# Manderaggio

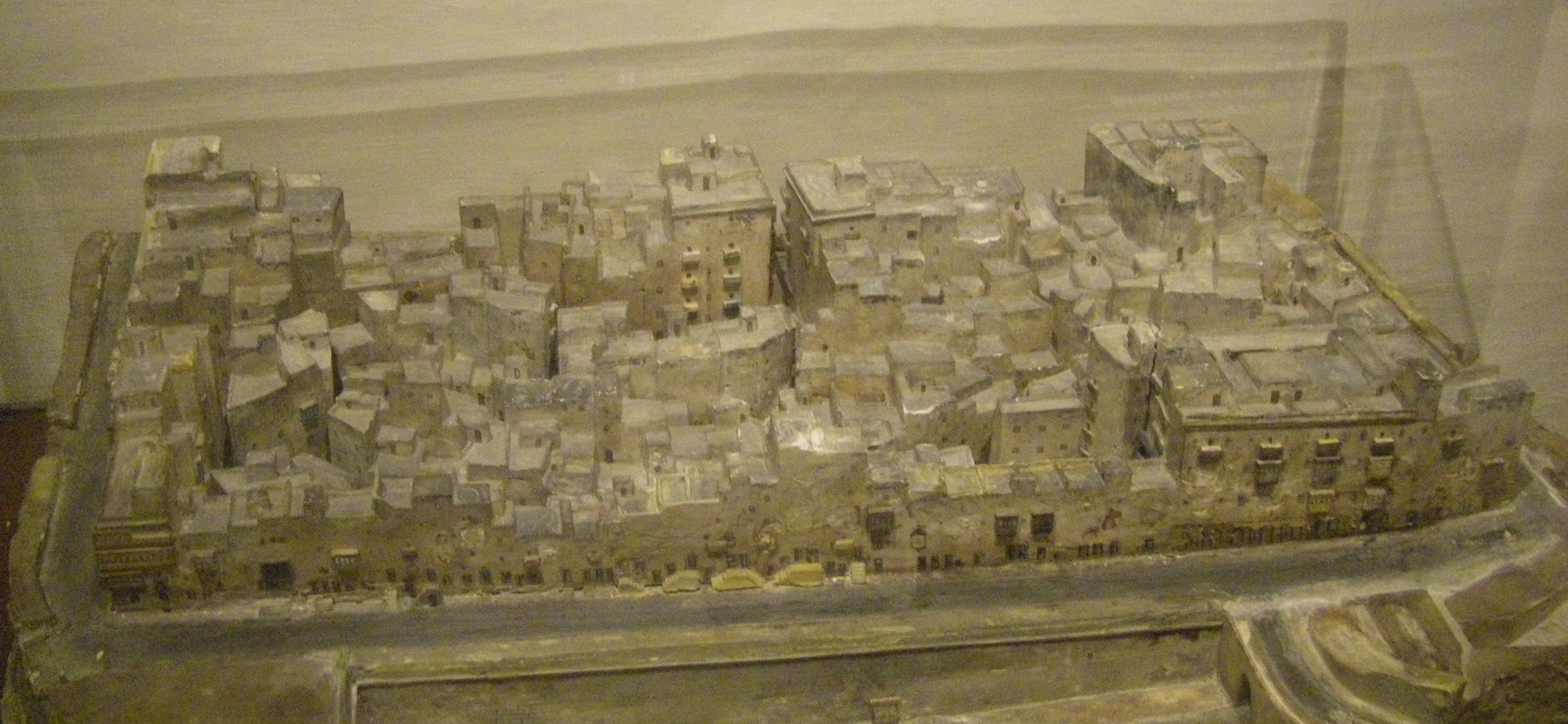
Model Manderaggio znajdujący się w Pałacu Inkwizytora w Birgu

Manderaggio (malt. Il-Mandraġġ) – teren w Valletcie, stolicy Malty. Znajduje się za Manderaggio Curtain fortyfikacji Valletty, od strony Marsamxett Harbour.
Oryginalnie zaplanowany jako mandracchio dla galer, w późnym wieku XVI stał się rejonem slumsów. We wczesnych latach XX wieku ponad 2500 osób mieszkało tam na powierzchni 1 hektara (0,01 km²), mając najgorsze warunki sanitarne na całych wyspach maltańskich. Slumsy zostały zburzone w latach 50. XX w., będąc zastąpionymi przez kompleks mieszkalny oraz plac.

## Historia

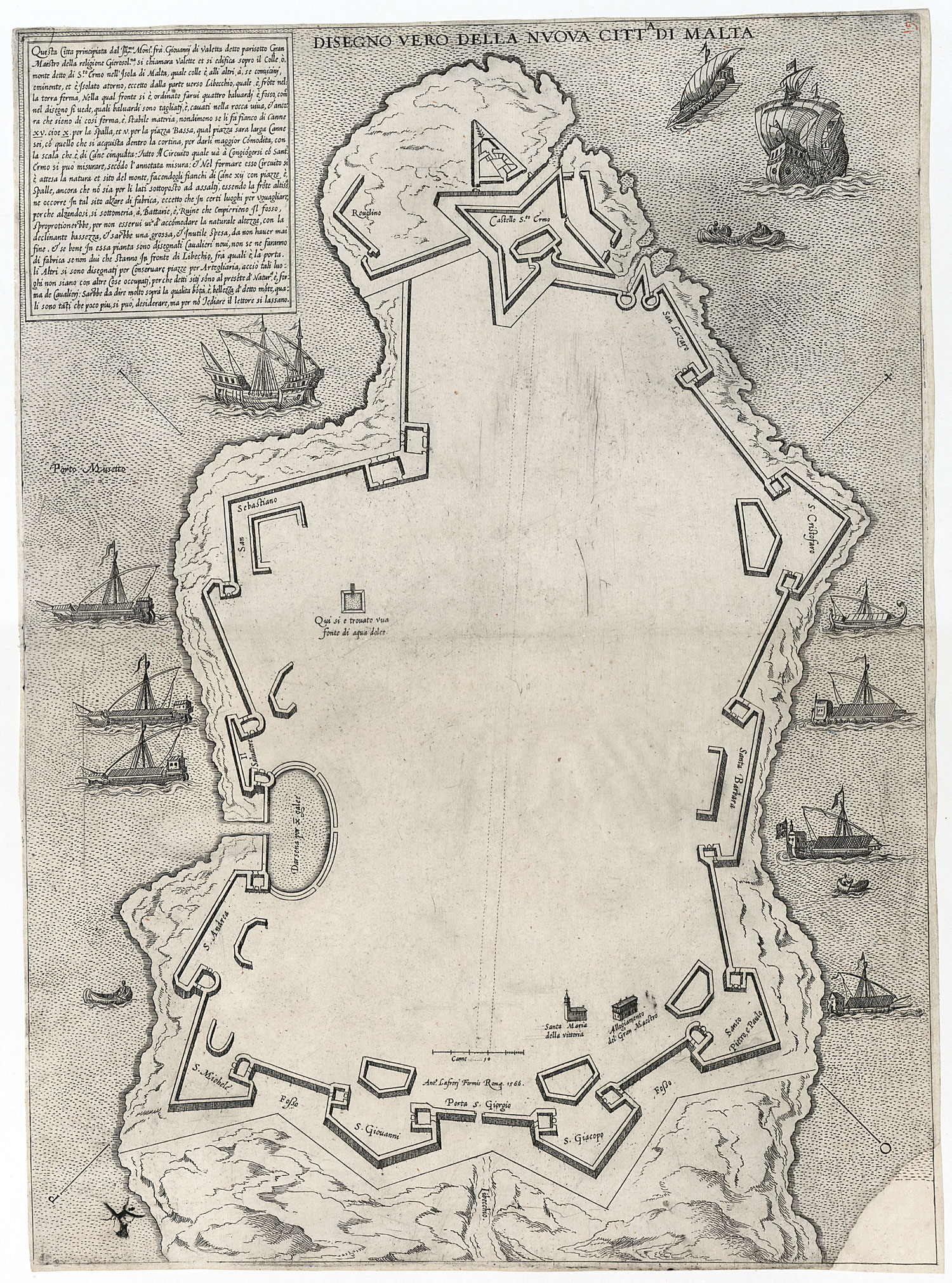
Rycina z roku 1566, na której zaznaczone jest (po lewej) proponowane mandracchio

Kiedy w roku 1566 zaczęto budować miasto Valletta, Zakon św. Jana zaplanował zbudowanie mandracchio, bezpieczne miejsce w Marsamxett Harbour służące jako przystań dla galer. Zaczęto rozkopywać teren, a kamienie stąd uzyskane zostały wykorzystane do budowy domów w mieście. Jednakże materiał okazał się być nie tak przydatny, jak sądzono. Budowa tej przystani oznaczała również, że galery zostaną zakotwiczone w porcie Marsamxett, który nie dawał tak dobrej ochrony, jak Grand Harbour. W końcu projekt został porzucony.
W latach 1572–1600 zaczęto budować domy w porzuconym kamieniołomie. Budynki zewnętrzne, umiejscowione na czterech ulicach otaczających teren (St. Mark Street, St. Lucia Street, St. Patrick Street i Marsamxett Street), utrzymane były w stylu innych budynków Valletty, lecz teren wewnątrz zabudowany został bez uprzedniego zaplanowania, i przerodził się z czasem w slumsy.
Wejścia do slumsów znajdowały się na St. Mark Street, St. Lucia Street i St. Patrick Street. Wejście od ulicy św. Marka znane było jako Il-mina taċ-Ċintura, a to na ulicy św. Łucji zwano It-tomba tal-Mandraġġ. Układ komunikacyjny w Manderaggio składał się z jednej ulicy zwanej Triq il-Mandraġġ (Manderaggio Street), oraz kilku zaułków, znanych pod różnymi nazwami, jak. np. it-triq tal-kanal (ulica kanałowa) czy it-triq ta' taħt il-bastjun (ulica poniżej bastionu).
W swoim głównym wejściu Manderaggio Street miała szerokość ok. 7 metrów, podobnie jak ulice w innych częściach Valletty. Jednakże wzdłuż swojego biegu zwężała się do ok. 2 metrów, z budynkami stojącymi od siebie w odległości ok. 3 metrów. Całkowita długość ulic w Manderaggio wynosiła około 574 metry, więc teren posiadał drogi i ulice o powierzchni całkowitej ok. 1940 m².
Wysokość budynków w Manderaggio wahała się od dwóch lub trzech kondygnacji na St. Mark Street, przez cztery na St. Lucia Street, do czterech i pięciu kondygnacji na St. Patrick Street i Marsamxett Street.
Na początku XX wieku Manderaggio zamieszkiwała populacja 2544 mieszkańców.

## Przebudowa
W wieku XIX i wczesnych latach wieku XX wiele osób apelowało o rozebranie Manderaggio ze względu na ciasnotę i brak warunków higienicznych.
W roku 1913 Attilo Critien, będący szefem Departamentu Zdrowie, odwiedził Manderaggio i stwierdził, że w slumsach było około 330 numerowanych domów. W roku 1938 opublikował on raport The Manderaggio. Notes, historical and other.
W „Government Gazette” z 24 marca 1937 roku rząd ogłosił projekt rozporządzenia w sprawie poprawy warunków higienicznych terenów, które nie sięgały ówczesnych standardów, w tym Manderaggio. Program rozpoczął się w listopadzie 1948 roku, mieszkańcy tych terenów otrzymali tymczasowe mieszkania w innych miejscach Valletty lub w różnych lokalizacjach na terenie Malty, jak Floriana, Gżira i St. Julian’s. W międzyczasie zburzono domy w Manderaggio i zbudowano tam kompleks mieszkalny. Pierwszy blok z 42 mieszkaniami ukończony został 8 sierpnia 1951 roku przez Ministerstwo Robót i Odbudowy (Ministry of Works and Reconstruction). Pozostałe mieszkania ukończone zostały w przeciągu kilku lat. Do dziś zachowało się zaledwie kilka budynków z oryginalnego Manderaggio; są one ulokowane na Marsamxett Street.
Jednym z budynków zburzonych podczas przebudowy Manderaggio był dom należący do XVII-wiecznego artysty Mattia Preti.
W roku 1938 Rużar Calleja wykonał model Manderaggio. Zajęło mu to dziewięć miesięcy, praca jest w tej chwili wystawiana w Pałacu Inkwizytora w Birgu.